# Dominion de l'Inde
1947–1950
Entités précédentes :
- Empire britannique des Indes
- Hyderabad  (1948)

Entités suivantes :
- République de l'Inde

Le dominion de l'Inde (anglais : Dominion of India) est l'État souverain qui succède au Raj britannique le 15 août 1947.
Issue de la partition des Indes, l'Inde est pendant cette période un royaume du Commonwealth jusqu'à l'entrée en vigueur, le 26 janvier 1950, de la Constitution de l'Inde qui en fait une république fédérale.

## Histoire
L’Indian Independence Act de 1947, adopté par le Parlement britannique, divise le Raj britannique en deux dominions souverains : l'Inde et le Pakistan. Du point de vue du droit international, le nouveau dominion de l'Inde prend la suite du Raj et est ainsi considéré comme membre fondateur de l'Organisation des Nations unies, adhérant depuis 1945, alors que le Pakistan doit y adhérer en septembre 1947. 
Le territoire du dominion de l'Inde est celui hérité de la partition. L’Indian Independance Act met fin à la suzeraineté du Royaume-Uni sur les États princiers : la plupart d'entre eux choisissent de rejoindre l'Inde. Toutefois, l'Hyderabad n'est intégré au nouveau dominion qu'après une action militaire et le Jammu-et-Cachemire est l'objet de la Première Guerre indo-pakistanaise. 
Les institutions du nouveau pays restent celles prévues par le Government of India Act de 1935 : le roi George VI n'est plus Empereur des Indes mais reste chef d'État comme roi de l'Inde. Il est représenté dans le pays par un gouverneur général, qui perd le titre de vice-roi : Lord Louis Mountbatten (de 1947 à 1948), puis Chakravarti Rajagopalachari (de 1948 à 1950).
Les 308 élus indiens de l'Assemblée législative centrale du Raj britannique forment à l'Indépendance l'Assemblée constituante. Jawaharlal Nehru est Premier ministre.
Après près de trois ans de travaux, l'Assemblée constituante adopte une nouvelle Constitution le 29 novembre 1949. À son entrée en vigueur, le 26 janvier 1950, le dominion est remplacé par la république de l'Inde.

## Nom officiel
Dans l’Indian Independance Act, l'État est désigné comme « dominion ». Toutefois, « Union of India » (« Union indienne ») est souvent utilisé pour désigner le dominion indépendant et, encore aujourd'hui, la Constitution prévoit que c'est sous ce nom qu'est désigné le gouvernement central dans les tribunaux.